# Lost in the Stars
Lost in the Stars ist ein zum Genre des Musicals gerechnetes und von den Autoren als musikalische Tragödie (musical Tragedy) bezeichnetes Bühnenwerk von Kurt Weill und Maxwell Anderson. Es steht der Oper nahe.

## Aufführungen
Das Stück basiert auf dem 1948 erschienenen Roman Cry, the Beloved Country (dt. Denn sie sollen getröstet werden) von Alan Paton. Die Uraufführung fand 1949 am Broadway statt und stellt das letzte Bühnenwerk Kurt Weills dar, der im darauf folgenden Jahr starb. Am 1. Juli 1950 nach 281 Aufführungen wurde es abgesetzt. Die New York City Opera präsentierte das Musical dann wieder im April 1958 unter Regisseur Jose Quintero und mit Lawrence Winters als Stephen Kumalo.
Ein Broadway-Revival erlebte das Stück im Imperial Theatre am 18. April 1972 und endete am 20. Mai nach 39 Vorstellungen.

## Inhalt
Im August 1949 erfährt der Schwarze Reverend Stephen Kumalo der St. Markus-Kirche in dem südafrikanischen Dorf Ndotsheni aus einem Brief seines in Johannesburg lebenden Bruders John, dass seine Schwester in Schwierigkeiten ist. Stephen will ihr helfen und auch seinen Sohn Absalom, der in den Minen arbeitet, suchen. In Johannesburg bittet ihn seine Schwester die Betreuung ihres kleinen Sohnes Alex zu übernehmen. Er findet auch Absalom, der trotz seiner schwangeren Freundin Irina im Begriff ist, auf die schiefe Bahn zu geraten. Bei einem Raub tötet Absalom Arthur Jarvis, einen weißen Freund seines Vaters, und landet im Gefängnis.
Stephen gerät in eine Glaubenskrise, denn sein Sohn könnte entweder eine Lüge erzählen und weiterleben oder die Wahrheit sagen und sterben. Absalom sagt die Wahrheit und wird zum Tod durch den Strang verurteilt. Stephen verheiratet Absalom und Irina im Gefängnis und kehrt mit Irina und Alex zurück. Am Morgen der Hinrichtung stattet unerwartet der Vater des Ermordeten dem Mörder einen Besuch ab und trifft dabei Stephen, dem er erzählt, dass beide ihre Söhne verloren haben. Aus Anerkennung ihrer gegenseitigen Trauer und trotz ihrer unterschiedlichen Hautfarben, bietet er seine Freundschaft an und Stephen akzeptiert.

## Adaptionen
1974 drehte Daniel Mann einen gleichnamigen Film auf der Basis des Bühnenstücks.